# Винсенс (Индиана)
Винсенс (англ. Vincennes) — город и административный центр округа Нокс в штате Индиана в Соединённых Штатах Америки.
Согласно данным переписи населения США 2020 года число жителей города 
составляло 16 759 человек.

## История
Поселение было основано в 1732 году французскими торговцами мехом, по имени одного из которых оно и было названо. Это старейшее постоянное европейское поселение в Индиане и его самая длительная территориальная столица.
В военной истории город стал известен после осады 1779 года в ходе войны за независимость США. Названное в честь этих событий судно, стало первым кораблём военно-морских сил США, который совершил кругосветное плавание.
В году 1979 город был награждён премией «All-America City Award» (с англ. — «Всеамериканский город») присуждаемой Национальной гражданской лигой, которую неофициально называют «Нобелевской премией за конструктивное гражданство» и которая выдается за активную гражданскую позицию жителей некорпоративных сообществ Соединённых Штатов в жизни местного самоуправления.

## География
Винсенс расположен в нижнем течении реки Уобаш в юго-западной части штата Индиана, почти на полпути между городами Эвансвилл и Терре-Хот, на западной окраине округа Нокс (через реку начинается территория штата Иллинойс).
Шоссе 41 проходит через Винсенс с севера на юг, а Шоссе 50 проходит с востока на запад к северу от города.
Согласно данным Бюро переписи населения США, Винсенс имеет общую площадь 7,478 квадратных миль (19,37 км2), из которых 7,41 квадратных миль (19,19 км2 или 99,09%) — это суша и 0,068 квадратных миль (0,18 км2 или 0,91%) — водная поверхность.